# Tiziano Crudeli
Tiziano Crudeli (Forlì, 24 giugno 1943) è un giornalista e opinionista italiano.
È noto per il suo acceso tifo sportivo per il Milan, esplicitato come opinionista in vari programmi televisivi italiani.

## Biografia
A dodici anni, a causa della prematura scomparsa dei genitori, si trasferì dalla città natale Forlì a Milano, andando a vivere con gli zii e la nonna materna. Appassionato di calcio fin da bambino, entrò nelle giovanili del Milan, squadra per cui faceva il tifo. Si considerava «un terzinaccio grintoso, privo di tecnica, ma molto efficace». Arrivò ai rossoneri dalla Sassetti, squadra dell'Isola, allora famoso quartiere delle parti di via Farini. Al Milan ebbe per compagni di squadra Aquilino Bonfanti, Bruno Beretti e il giovane Luigi Maldera.
Nei tre anni di militanza con i rossoneri passò in prestito alla Innocenti, con cui vinse il campionato. Quando poi la squadra sciolse i ranghi, rispedendo tutti i giovani al mittente, Crudeli venne provinato dalla Solbiatese, poi rinunciò all'offerta del Lomazzo, in Prima Categoria, per passare alla formazione milanese del Paolo Sarpi. Dopo una buona stagione con discreti risultati venne ingaggiato a zero lire da una società minore, la IV Novembre, che disputava il campionato di Terza Categoria. Più tardi, mentre prestava servizio militare di leva in Aeronautica Militare, conobbe un dirigente del Porto Potenza Picena, formazione del campionato marchigiano di Promozione, che lo inserì nei titolari della rosa. Per Crudeli fu il punto più alto della sua carriera da calciatore.

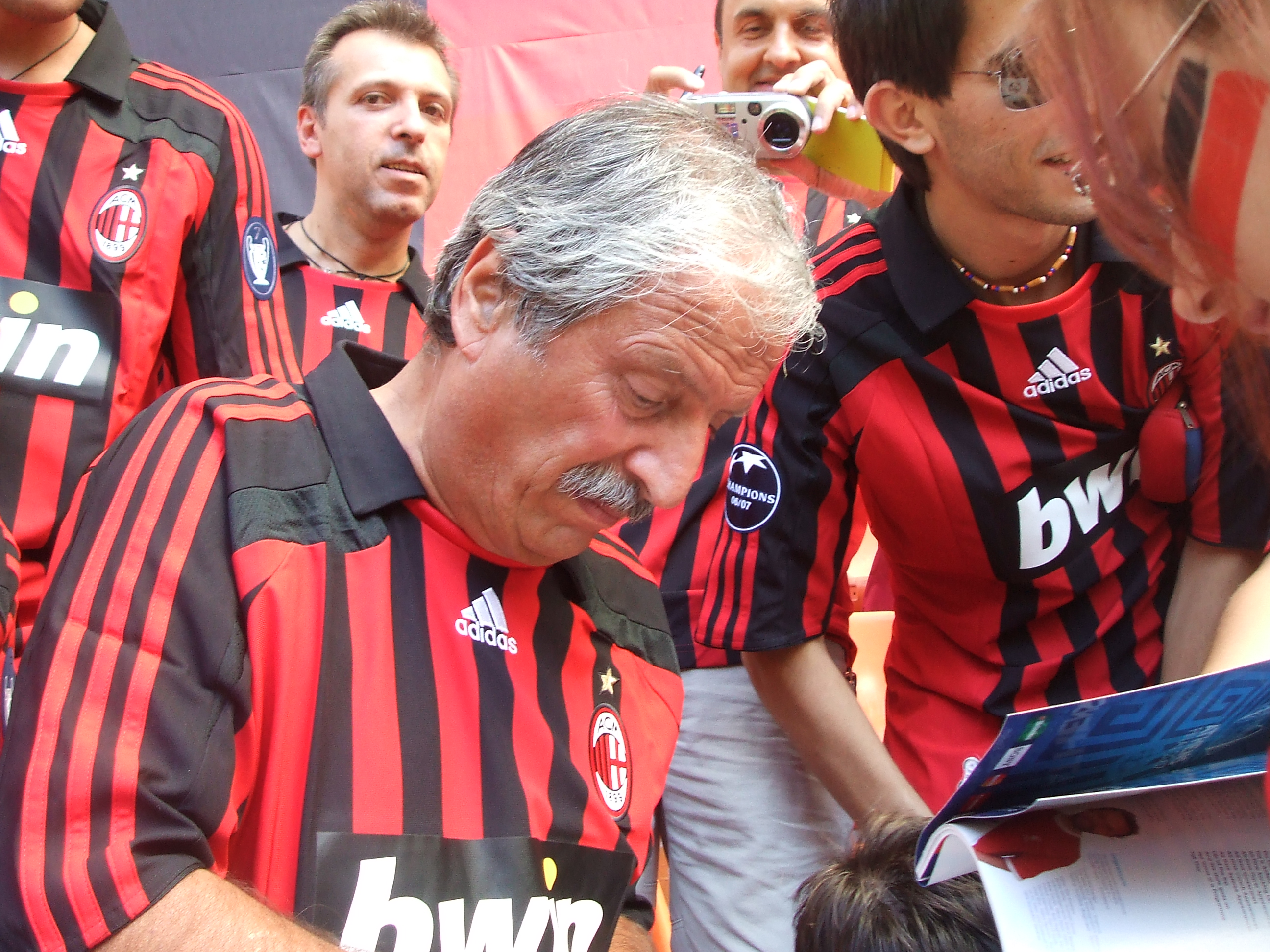
Tiziano Crudeli nell'estate 2007 a un raduno di tifosi milanisti

Dopo l'esperienza di impiegato all'Alfa Romeo, Crudeli entrò a far parte dello staff dirigenziale della Federazione Italiana Tennis, prima come segretario del Comitato Regionale, e successivamente come capo ufficio stampa e responsabile delle sponsorizzazioni. Dopo essere stato redattore, accettò l'incarico di direttore responsabile, e alcuni anni dopo gli venne offerta la conduzione della rubrica Tennis Lombardo dove ebbe come collaboratrice una giovane Antonella Clerici. Negli anni seguenti diresse il tabloid Il Giornale del Tennis, apparendo anche in TV locali come Telemonzabrianza e Canale 6.
Alla fine degli anni '80 passò a occuparsi di calcio, ereditando il posto di Carlo Pellegatti come radiocronista a Radio Peter Flowers; la sua prima radiocronaca fu Pescara-Milan (0-2) dell'8 novembre 1987. In seguito lavorò per Telereporter e Antennatre, oltre a scrivere per La Notte e Tuttosport, prima di passare a svolgere un ruolo di telecronista a Telelombardia in Qui studio a voi stadio. In questo periodo cominciò a divenire noto per lo stile delle sue cronache, fin troppo colorito, in particolare per alcune espressioni facciali e verbali ricorrenti che lo caratterizzano e che hanno contribuito ad alimentarne la fama.
Nella prima metà degli anni 2000 divennero celebri le sue bonarie schermaglie con Elio Corno, collega e tifoso dell'Inter, con cui nel dicembre 2006 lasciò Telelombardia per passare a un altro programma sportivo, Diretta stadio... ed è subito goal!, in onda sul network 7 Gold; l'impegno diverrà ricorrente negli anni seguenti, anche dopo il passaggio del programma nel 2024 al network Netweek e il cambio di titolo in Diretta studio. Nel frattempo, nella stagione televisiva 2009-2010 fu ospite fisso del late show Chiambretti Night su Canale 5.
La sua fama di "giornalista-tifoso" varcò i confini nazionali, tanto che nel 2011 fu testimonial nel Regno Unito per la società di scommesse sportive Ladbrokes.
Negli anni 2010 collabora con il quotidiano Il Giorno, con la rivista Forza Milan! e con il settimanale Sprint e Sport, partecipando inoltre in qualità di opinionista al Processo di Biscardi e ad altri programmi su Milan Channel. È inoltre addetto stampa dell'Associazione Italiana Milan Clubs e direttore editoriale di Sprint&Sport Lombardia, settimanale dedicato al calcio dilettantistico lombardo, su cui tiene anche una rubrica fissa.

## Opere
- Crudelmente Milan, Castel Guelfo, Libri di sport, 2005, ISBN 88-87676-48-8.